# 久美浜

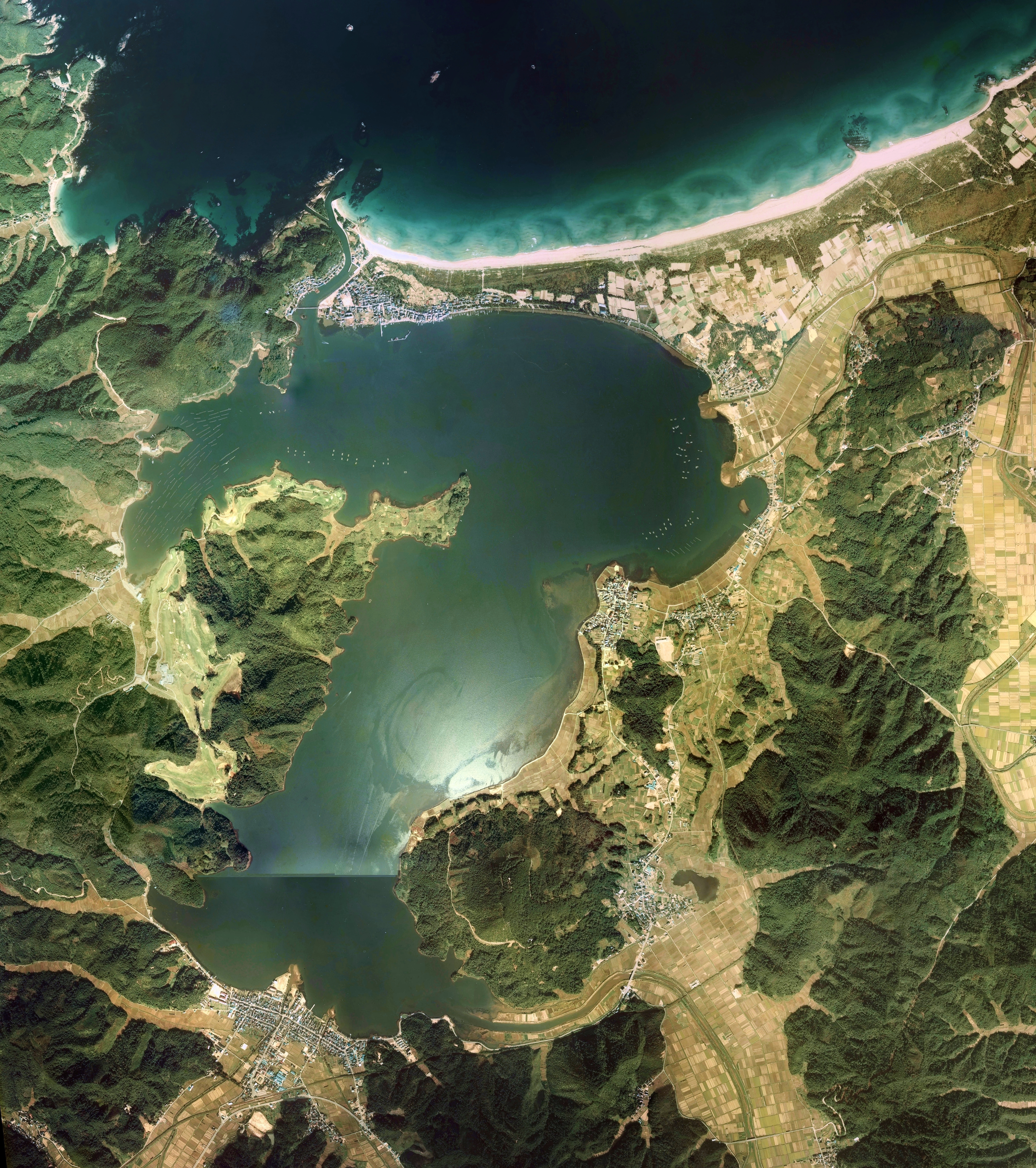
1976年空撮による久美浜湾とその周辺（右下平野部が海士・橋爪地域）。

久美浜（くみはま）は京都府北部の京丹後市の地名。『和名類聚抄』に記載された熊野郡5郷のうちのひとつであり、2020年（令和2年）現在の「久美浜」は、1958年（昭和33年）の町村合併により久美浜町となった範囲をさす。

## 名称
地名としての「久美浜」の初出は、籠神社が所蔵する1602年（慶長7年）の『丹州熊野郡久美浜村御検地帳』にある。以来、1894年（明治27年）の町制施行まで「久美浜」は村名としてあり、その範囲は2020年現在の久美浜一区と称される地域の中心部に該当する。「久美浜」は1955年（昭和30年）に熊野郡内6町村（久美浜町・川上村・海部村・田村・神野村・湊村）が合併するに際し、町名に採用され、一郡一町の町名となった。その後2004年（平成16年）に他5町と合併し京丹後市となった後も旧熊野郡内の地名表記として残る。

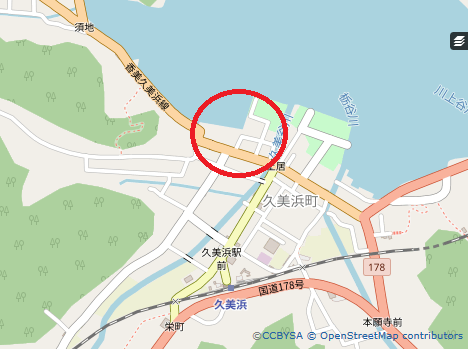
赤丸の範囲が『丹後国御檀家帳』(1538年)に記す「久美の浜」

「久美浜」のもともとの意味は、「久美」の「浜」である。「久美」は、『和名類聚抄』に記載された「久美郷」であり、その一地域である「浜」が、もともとの久美浜の範囲であったとみられる。「久美の浜」の表記は中世以前の資料で2例確認できる。ひとつは1285年（弘安8年）に時宗の開祖である一遍が丹後の久美の浜で踊念仏を行ったところ、海中から龍が出現するのを見たという記事で、『一遍聖絵』巻第八にみえる。もうひとつは1538年（天文7年）の『丹後国御檀家帳』で、久美の浜に500軒の家があったとする記述である。
「久美」の地名は、古代に遡る。初出は1987年に奈良国立文化財研究所の調査によって平城宮跡第172次調査東大溝SD2700から出土した木簡に「丹後国熊野郡久美里」とあり、少なくとも8世紀代の資料で存在を確認できる古い郷名である。
「久美浜」の地名の由来について、神谷太刀宮神社の記録に準ずる『京都府熊野郡誌』は、四道将軍の丹波道主命の刀剣「国見の剣」に由来し、「国見（クニミ）」が「久美（クミ）」に変化したものと記す。

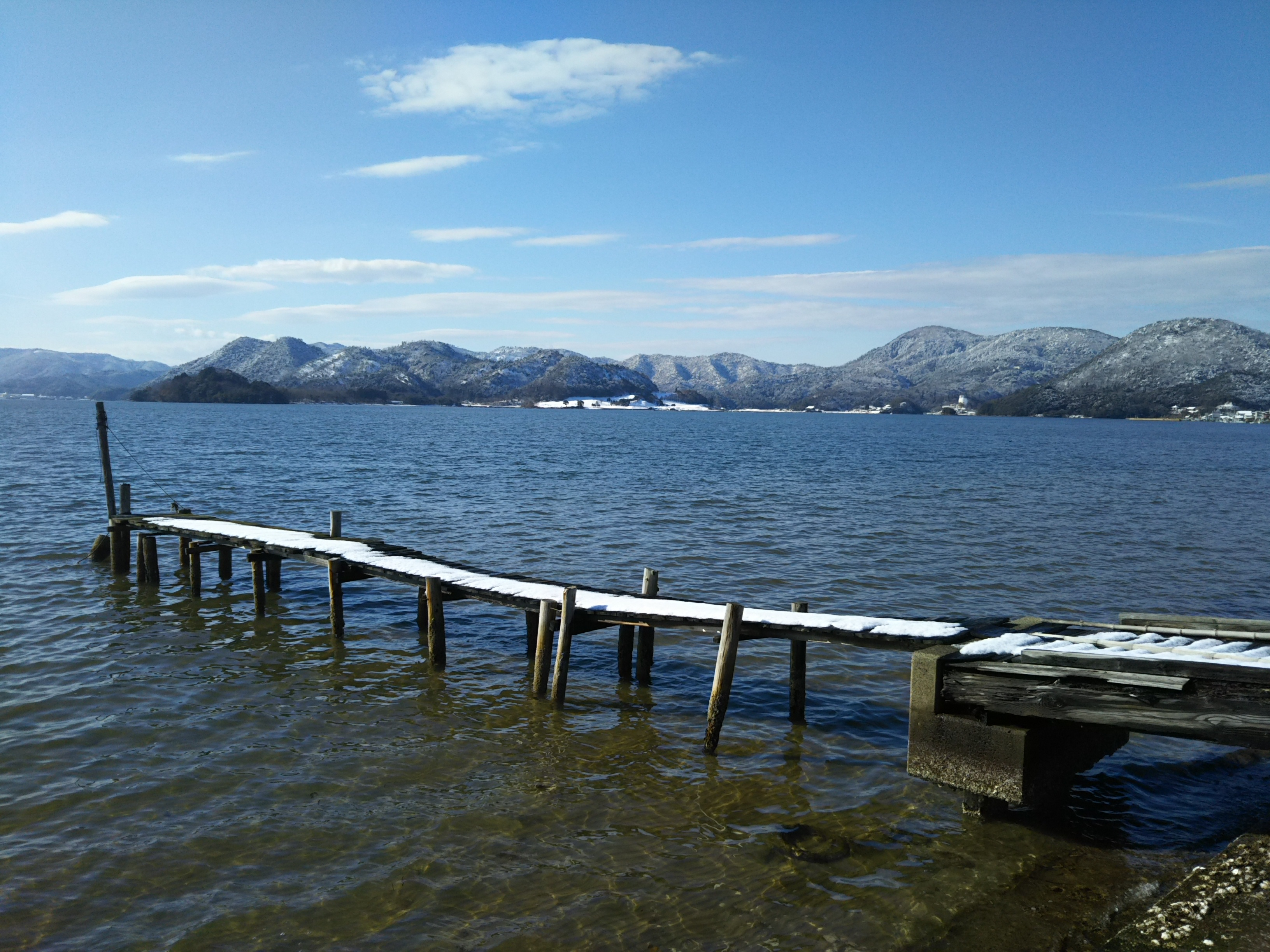
久美浜湾

一方、澤潔によれば地形語からみる「クミ」には「入り組んだ土地」という意味があり、同じ意味をもつ類音に「クマ」があり、熊野郡の地名と語源を同じくするという。南方語ではクミの「ク」は接頭語、語根は「ミ」にあり、これは「ミミ」の略語であるため、久美浜は正確には「クミミハマ」ではないかとして、南方系ミミ族海人の居地を意味すると推察される。
古代、この海人は、中国の江南地方から沖縄地方にかけて本拠をもった安曇系海人族であるとみられ、大きな耳輪を嵌めていたので「ミミ族」とよばれた。刳り船を操って山陰海岸を東に勢力を広げ、久美浜湾に到達したのは弥生時代後期から古墳時代前期以前とみられる。『日本書紀』の「垂仁記」に登場する但馬の太耳や前津耳とよばれる者、『古事記』の「応神記」に登場する多遅摩の前津耳などがしられる。彼らの勢力圏であったと推察されるミミやミのつく地名は山陰から若狭地方にかけて数多く残り、丹後半島においては久美浜湾を一大拠点として丹後海人族の中核にいたと考えられている。その当時の久美浜湾は、2020年現在、京都府立丹後緑風高等学校久美浜学舎が建つあたり海士・橋爪集落付近まで湾入していたとみられるため、古代における「久美の浜」と中世の記録に残る「久美の浜」は同位置とは断定されない。

## 地理

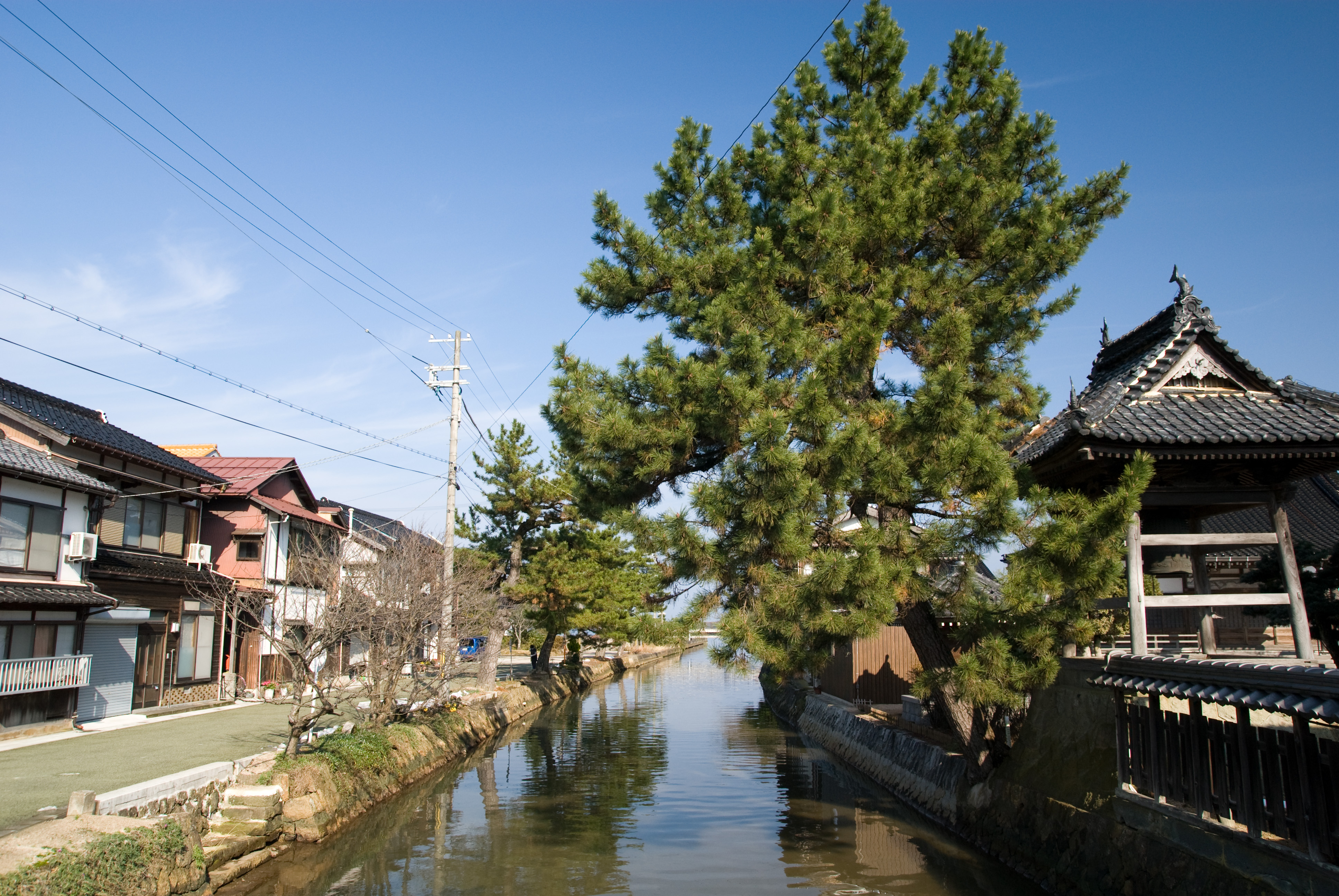
久美谷川（河口付近）

丹後半島の西部一帯、久美浜湾を取り囲みつつ、湾の南に位置する。久美谷川と栃谷川の下流域の平野部を中心に、西は河梨峠や馬地峠などを挟んで兵庫県豊岡市と接する。
久美浜湾の東北方面にあたる久美浜町平田地区の地下700メートルに、摂氏71.5度の高温の温泉が見つかっている。1927年（昭和2年）の北丹後地震で湯が噴出した場所であると伝えられ、泉質は婦人病に良いとされる硼酸塩化土類食塩泉である。
この節では、2020年現在の久美浜地域（旧久美浜町域）について記載する。
河川
- 佐濃谷川
- 川上谷川
- 栃谷川
- 久美谷川
- 陣屋川

山岳
- 高竜寺ヶ岳 - 標高697m。
- 法沢山 - 標高643m。
- 久次岳 - 標高541m。
- 青地岳 - 標高446m。
- 女布権現山 - 標高348m。
- かぶと山（兜山） - 標高192m。鐘型の溶岩円頂丘（トロイデ）。

水域
- 日本海
- 久美浜湾

海岸
箱石浜（函石浜）- 砂丘に、縄文期から室町期にかけての遺物が多数出土した国指定史跡の函石浜遺跡（函石浜遺物包含地）がある。
葛野浜
小天橋
蒲井浜

## 歴史

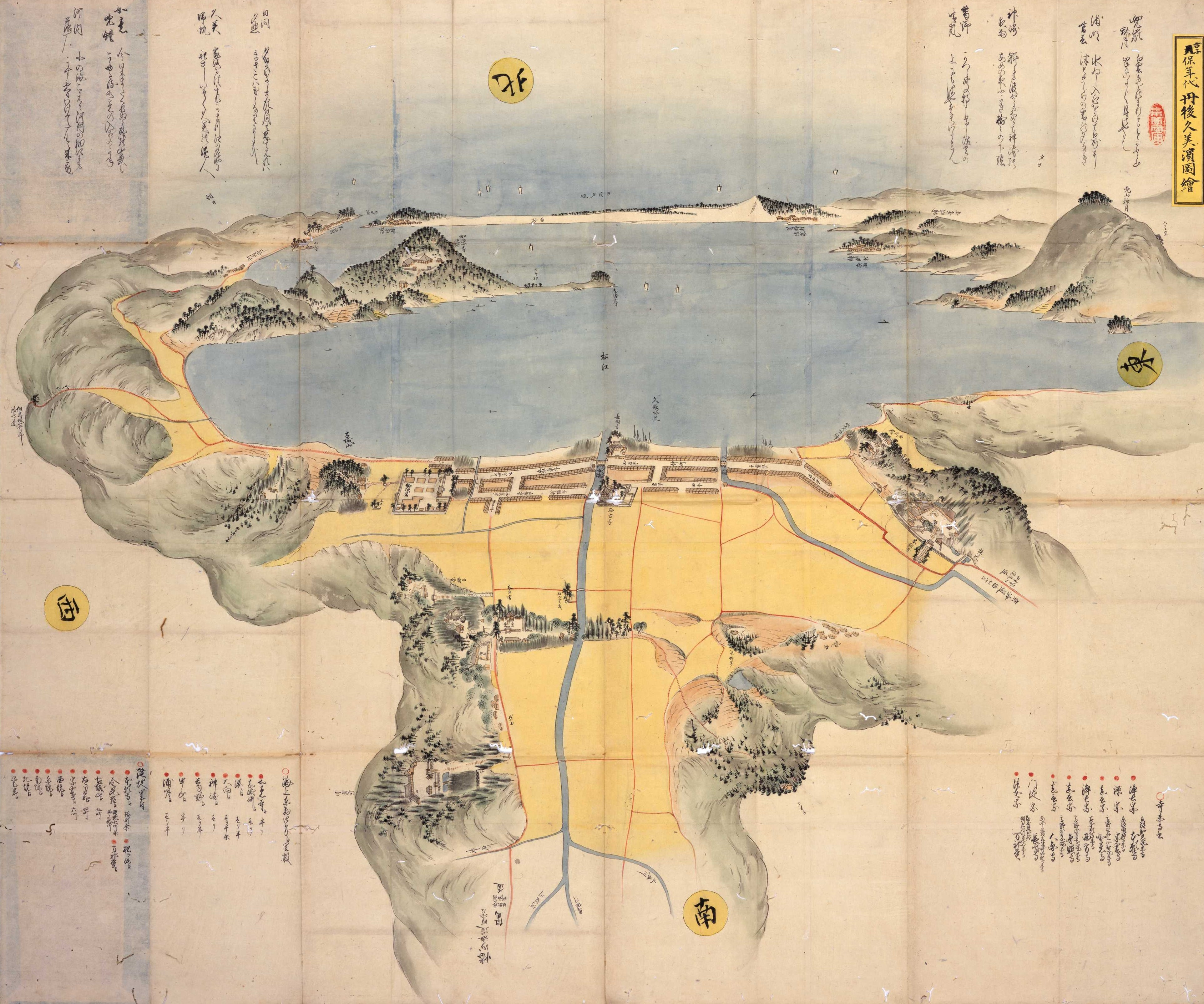
享保年間の「丹後久美浜図絵」

『和名類聚抄』に記載される「久美郷」には、中世から近世にかけて「久美庄」とよばれる荘園が拓かれ、久美谷川流域一帯がその範囲だった。久美庄の名は、1191年（建久2年）の記録が初出とみられ、当初は後白河法皇の御所六条殿にある持仏堂の長講堂の所領だった。久美庄の支配者はその後点々とするが、1246年（寛元4年）には仁和寺に、1480年（文明12年）には延暦寺にその支配の記録が残る。
当時、「久美の浜」はおよそ500軒の家がひしめき、熊野郡・竹野郡を治める奉行所がおかれた丹後地方の中心地だった。久美浜を起点に、陸路は豊岡街道、峯山・宮津街道（久美浜街道）・湯島街道・網野街道が通じ、海路では久美浜湾を経て日本海に通じる交通の要衝だった。久美浜町には「十楽」という地名があるが、これは中世末期に港町として楽市楽座がおかれ、栄えた地域であることを示すと考えられる。賑わいは様々な人をこの地に呼び寄せた。「一遍聖絵」第八によれば、一遍上人も1285年（弘安8年）に久美の浜で布教活動を行い、その際に久美浜湾の海中から竜が顕れたと記録している。
1459年（長禄3年）写の丹後国諸荘園郷保惣田数帳目録によれば、「久美荘」の面積は62町余と記載される。
近世における久美浜地域は、宮津藩領と江戸幕府領の間を変遷し、1697年（元禄10年）以降は幕府領で落ち着いた。1735年（享保20年）に丹後と但馬の2国を掌握する幕府の拠点として久美浜代官所が設置され、1868年（慶応4年）から1872年（明治4年）に豊岡県に編集されるまでは久美浜県となって県庁が置かれた。
その後、1889年（明治22年）に久美浜村が発足するが、この時点で久美浜湾南方の山間部では、近世の神谷村・河梨村・口馬地村・三谷村・奥馬地村・栃谷村の6村が合併し、久美谷村となっている。この村は、1920年（大正9年）の時点で戸数332戸、本籍人口2,095人、在住人口1,613人であることが『熊野郡誌』で確認できる。久美浜村は明治27年の町制施行によって久美浜町となり、久美谷村は1951年（昭和26年）に久美浜町に編入された。久美浜町は、1955年（昭和30年）に周辺町村を取り込む大合併をし、1958年（昭和33年）に佐濃村を加えて熊野郡一郡一町となった。